# David Taylor (politico 1969)
David James Taylor (Ohio, 16 novembre 1969) è un politico statunitense, membro della Camera dei Rappresentanti per lo stato dell'Ohio dal 2025.

## Biografia
Allievo della Miami University, si laureò in giurisprudenza presso l'Università di Dayton. Lavorò come assistente procuratore della contea di Clermont, per poi stabilirsi nella contea di Brown e gestire l'attività di famiglia, operante nel settore dell'edilizia.
Entrato in politica con il Partito Repubblicano, nel 2024 si candidò alla Camera dei Rappresentanti per il seggio lasciato dal deputato Brad Wenstrup. Si aggiudicò le primarie con il 25,5% contro dieci candidati. Nelle elezioni generali sconfisse l'avversaria democratica con il 73,6% dei voti, divenendo deputato.